# Джеррі Грей
Джеррі Грей (англ. Gerry Gray, нар. 20 січня 1961, Глазго) — канадський футболіст, що грав на позиції півзахисника. Відомий за виступами у низці клубів Північноамериканської футбольної ліги, зокрема «Ванкувер Вайткепс», «Монреаль Манік», «Нью-Йорк Космос» та «Чикаго Стінг», у складі яого став переможцем Північноамериканської футбольної ліги, а також національної збірної Канади, у складі якої він став переможцем Чемпіонату націй КОНКАКАФ 1985 року.

## Клубна кар'єра
Джеррі Грей народився у Глазго, але ще в дитинстві перебрався з родиною до Канади. У 1979 році розпочав грати в команді з індор соккеру «Ванкувер Вайткепс», а 1980 року розпочав грати у футбольній команді клубу, яка грала в Північноамериканській футбольній лізі. У ванкуверській футбольній команді грав до 1982 року, взявши участь у 82 матчах чемпіонату. У 1982—1983 роках Грей грав за команду індор соккеру «Голден Бей Ерзквейкс».
У 1983 році Джеррі Грей став гравцем іншої команди Північноамериканської футбольної ліги «Монреаль Манік», але ще до кінця цього ж року перейшов до складу іншої команди ліги «Нью-Йорк Космос», грав також у складі її команди з індор соккеру. У 1984 році перейшов до складу команди «Чикаго Стінг», у складі якої цього року став переможцем першості Північноамериканської футбольної ліги. у 1984—1986 роках також грав у складі команди чиказького клубу з індор соккеру.
У 1986—1987 році Джеррі Грей грав у складі команди індор соккеру «Такома Старз», а в 1987—1988 роках грав у складі команди з індор соккеру «Сен-Луїс Стімерз».
У 1988 році Грей став гравцем команди Канадської футбольної ліги «Оттава Інтрепід», а в 1989 році грав у складі іншої команди ліги «Гамільтон Стілерс». Паралельно він грав у командах індор соккеру «Такома Старз» і «Канзас-Сіті Кометс». У 1990—1991 роках Грей грав у клубах Канадської футбольної ліги «Торонто Бліззард» і «Гамільтон Стілерс», і в 1991 році завершив виступи на футбольних полях.

## Виступи за збірні
У 1979 році Джеррі Грей грав у складі молодіжної збірної Канади на молодіжному чемпіонаті світу. У 1980 році футболіст дебютував у складі національної збірної Канади. У 1984 році Грей грав у складі збірної на Олімпійських іграх у Лос-Анджелесі. У 1985 році Джеррі Грей у складі збірної став переможцем Чемпіонату націй КОНКАКАФ, що дало канадській збірній путівку на чемпіонат світу 1986 року у Мексиці, на якому він зіграв у 1 матчах проти збірних Угорщини та СРСР. У складі збірної грав до 1991 року, загалом протягом кар'єри у національній команді, провів у її формі 36 матчів, забивши 2 голи.

## Титули і досягнення
- Переможець Північноамериканської футбольної ліги (1):

«Чикаго Стінг»: 1984
- Переможець Чемпіонату націй КОНКАКАФ: 1985